# Bilbari
Bilbari o Dudhe fou un petit estat tributari protegit de la presidència de Bombai, a l'Índia, dins del grup conegut com els estats Dangs. La població era de 115 habitants i els ingressos estimats eren de 9 lliures (90 rúpies). El sobirà a la segona meitat del segle XIX era Maharhar Vaghi, un kunbi jove que residia a Khatarhidari; la successió seguia el sistema de primogenitura.